# 토비아스 하우케
토비아스 콘스탄틴 하우케(독일어: Tobias Constantin Hauke, 1987년 9월 11일~)는 독일의 필드하키 선수로 포지션은 포워드이다. 현재 하키 분데스리가의 하르베스테후더 HTC 소속으로 뛰고 있으며 독일 필드하키 국가대표팀의 일원으로 활동했다. 
그는 국가대표 선수로서 올림픽에 4회 출전했고 2008년과 2012년 하계 올림픽에서 금메달을 획득했고 2016년 하계 올림픽에서 동메달을 획득했다.